# Star Lane (Docklands Light Railway)
Star Lane è una stazione della Docklands Light Railway (DLR) di Canning Town, nell'est di Londra. È situata nella diramazione di Stratford International tra le stazioni di Stratford e Cannibg Town, e venne aperta il 31 agosto 2011.

## Storia
La stazione si trova sulla rotta originaria delle Eastern Counties e Thames Junction Railway, che, nel 1846, aprì una linea tra Stratford e Canning Town. Nel 1979 la linea è diventata parte di quella che ora è conosciuta come la North London Line. La Eastern Counties e la Thames Junction Railway avevano quattro tracciati su questa sezione del percorso. La coppia occidentale è stata riqualificata come parte di un'estensione della Linea Jubilee della metropolitana di Londra nel 1999 e la coppia orientale, utilizzata dalla North London Line, è stata limitata a Stratford nel 2006. Le tracce sono state convertite ad uso della Docklands Light Railway e la stazione è stata costruita con due piattaforme.